# 散歩時間〜その日を待ちながら〜
『散歩時間〜その日を待ちながら〜』（さんぽじかん そのひをまちながら）は、2022年12月9日に公開された日本映画。監督は戸田彬弘、主演は前原滉、ヒロイン役は大友花恋。
新型コロナウイルスの感染拡大により生活様式が変わる中で、職業も世代も異なる10代から40代の登場人物たちが「しし座流星群」の一夜を通じて、明るい未来へと一歩を踏み出す姿を描く群像劇。

## キャスト
- 恵紙亮介：前原滉
- 恵紙ゆかり：大友花恋
- 東雲真紀子：柳ゆり菜[1][2]
- 稲田秀和：中島歩[1][2]
- 武田圭吾：篠田諒[1][2]
- ちひろ：めがね[1][2]
- 香取光輝：山時聡真[1][2]
- 川村鈴：佐々木悠華[1][2]
- 片岡つむり：アベラヒデノブ[1][2]
- 淡路道彦：高橋努[1][2]

## スタッフ
- 原案・監督・編集：戸田彬弘
- 脚本：ガク カワサキ
- 音楽：茂野雅道
- プロデューサー・制作担当：深澤知
- アソシエイトプロデューサー：高橋淳、渡辺真人
- 撮影：春木康輔
- 照明：大久保礼司
- 録音：岸川達也
- 美術：中村哲太郎
- スタイリスト：小宮山芽衣
- ヘアメイク：安藤メイ
- 助監督：新山康幸
- スチール：柴崎まどか
- VFX：田中貴志
- 制作プロダクション：チーズfilm
- 助成：文化庁「ARTS for the future!」
- 配給・宣伝：ラビットハウス
- 製作：2022「散歩時間〜その日を待ちながら〜」製作委員会（チーズfilm、TOHEARTS Inc.、高橋淳、深澤知）